# Kathrine Switzer
Kathrine Switzer (ur. 5 stycznia 1947 w Amberg) – amerykańska biegaczka długodystansowa i działaczka na rzecz równouprawnienia kobiet w sporcie.
W 1967 roku jako pierwsza kobieta oficjalnie zarejestrowała się, wzięła udział i ukończyła maraton bostoński. Ponieważ w trakcie rejestracji podała jedynie inicjały oraz nazwisko – K.V. Switzer – organizatorzy zezwolili na jej udział myśląc, że jest mężczyzną. Na trasie maratonu doszło do niesławnego incydentu, gdy Jock Semple, jeden z organizatorów biegu, podbiegł do niej i zaczął ją szarpać, próbując zerwać z jej koszulki numer startowy. Semple uznał Switzer za intruza (osobę nieuprawnioną do biegu, która wmieszała się grupę biegaczy), ponieważ według niego kobiety nie mogły w nim uczestniczyć. Zepchnięciu Switzer z trasy biegu zapobiegli jej trener, partner (późniejszy pierwszy mąż Switzer) i inni biegacze. Zdjęcia z tego incydentu odbiły się szerokim echem w mediach.
Kobiety zostały dopuszczone do udziału w maratonie bostońskim pięć lat później, w 1972 roku. Switzer zaangażowała się potem w dziennikarstwo sportowe i działalność na rzecz równouprawnienia kobiet w sporcie, a zwłaszcza w promowanie biegania wśród kobiet. Jej program zachęcający kobiety do biegania został wdrożony w wielu państwach świata.
W 1974 roku zwyciężyła w Maratonie Nowojorskim z czasem 3:07:29, zajmując w klasyfikacji ogólnej 59. miejsce. Jej rekordem życiowym w maratonie jest czas 2:51:37 uzyskany w maratonie bostońskim w 1975 roku.
Paradoksalnie Switzer i Semple zaprzyjaźnili się, Switzer była przy nim tuż przed jego śmiercią – zmarł na raka w 1988 roku.
W 2017 roku Switzer ukończyła maraton bostoński biegnąc z numerem 261 – takim samym jak 50 lat wcześniej.